# Ray Harroun

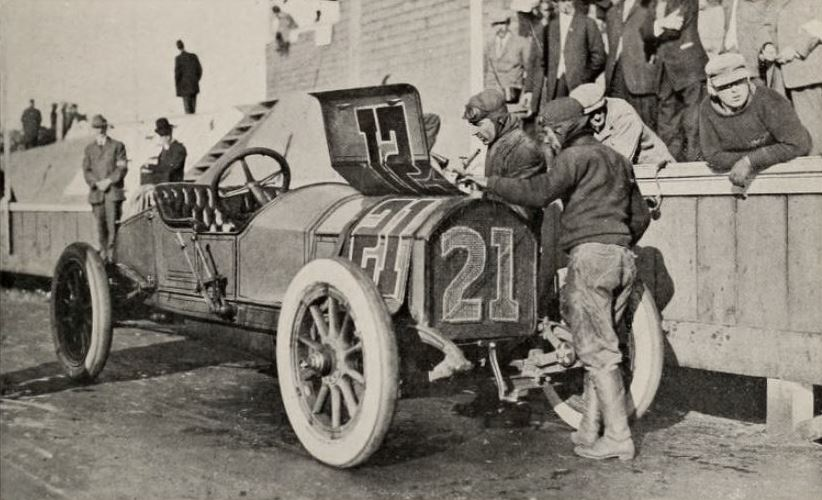
Ray Harroun (zweiter von rechts) 1910

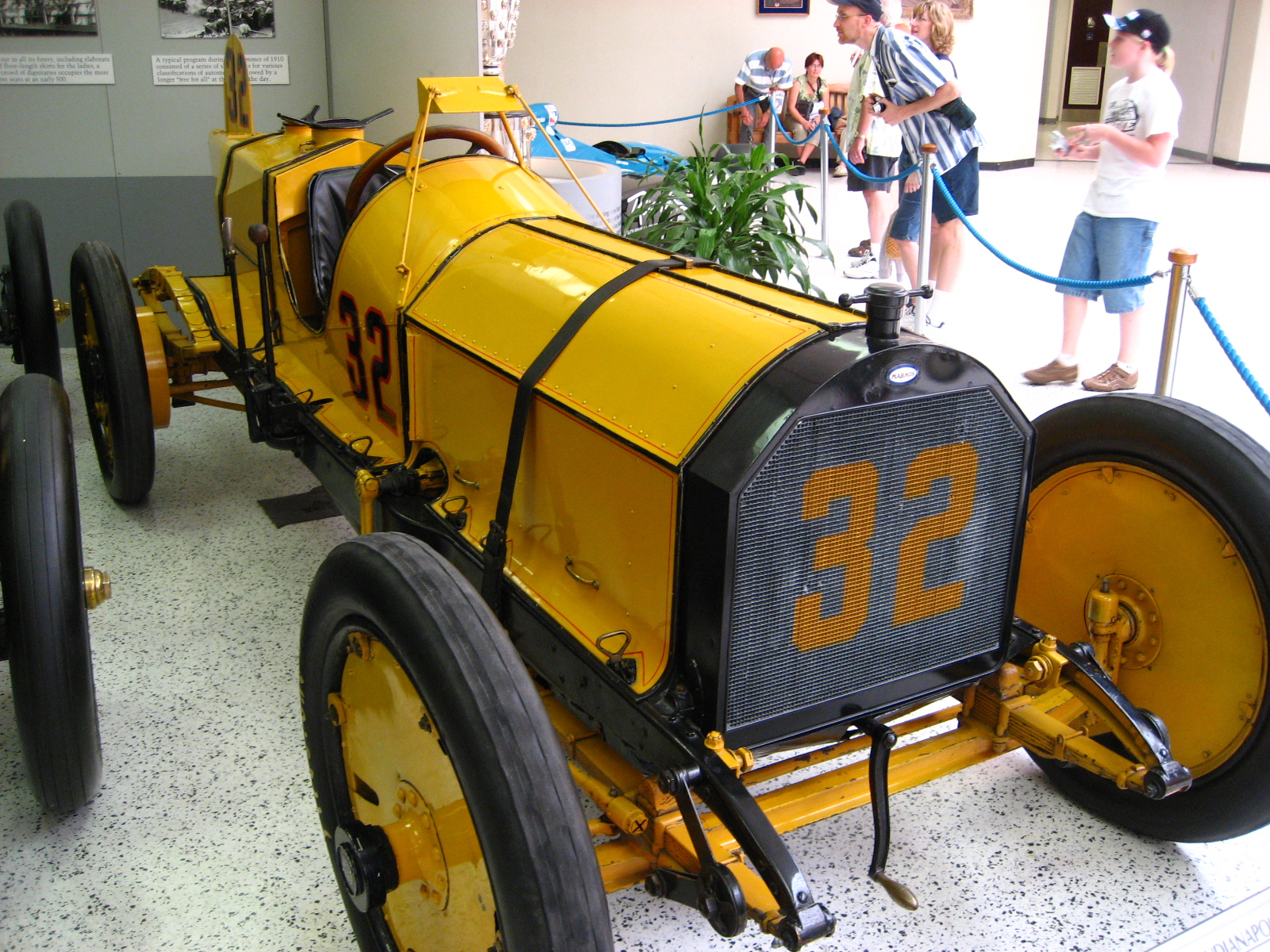
Ray Harrouns Marmon Wasp

Ray Harroun (* 12. Januar 1879 in Spartansburg, Pennsylvania; † 19. Januar 1968 in Anderson, Indiana) war ein US-amerikanischer Automobilrennfahrer und Unternehmer.

## Karriere
Harroun ging im Jahr 1911 als erster Sieger der 500 Meilen von Indianapolis in die Motorsportgeschichte ein.
Nachdem er eine Zeit lang als Mechaniker tätig gewesen war, begann er 1906 mit dem Rennsport. 1927 wurde rückwirkend ein Titel für die Saison 1910 der AAA National Championship vergeben, den er gewann. 1910 fing er ebenfalls bei Marmon als Chefingenieur an. Das Unternehmen bat ihn darum, für das neue 500-Meilen-Rennen ein Fahrzeug zu entwickeln und zu fahren. Harroun entwickelte ein revolutionäres Konzept.
Die Rennwagen der damaligen Zeit waren gewöhnlich schwere Zweisitzer, in denen der Fahrer und ein Mechaniker saßen. Der Mechaniker war zuständig, den Fahrer darüber zu informieren, was hinter ihm geschah. Harroun entwarf einen leichten, stromlinienförmigen Einsitzer. Um den Mechaniker zu ersetzen, fügte er einen Rückspiegel hinzu. Das Fahrzeug funktionierte außergewöhnlich gut in Indianapolis. Es erreichte bei dem Sieg eine Durchschnittsgeschwindigkeit von 74,602 mph.
Für Harroun war es das letzte Rennen. Später führte Harroun einen Vergaser ein, der ein Vorgänger moderner Einspritzsysteme war. Außerdem entwickelte er im Jahr 1914 einen kerosinverbrennenden Maxwell. Dieses Rennauto wurde fast 15 Jahre lang eingesetzt.
Von 1917 bis 1922 betrieb Harroun die Harroun Motors Corporation und stellte Personenkraftwagen her.